# Club de Básquetbol Toros de Nuevo Laredo
I Toros de Nuevo Laredo sono una società cestistica avente sede a Nuevo Laredo, in Messico. Fondata nel 2000, gioca nel Liga Nacional de Baloncesto Profesional.
Disputa le partite interne nel Gimnasio Multidisciplinario Nuevo.